# Вашим (округ)
Вашим (маратхи वाशिम जिल्हा; англ. Washim) — округ в индийском штате Махараштра. Образован 1 июля 1998 года. Административный центр — город Вашим. Площадь округа — 5153 км². По данным всеиндийской переписи 2001 года население округа составляло 1 020 216 человек. Уровень грамотности взрослого населения составлял 73,4 %, что выше среднеиндийского уровня (59,5 %). Доля городского населения составляла 17,5 %.